# Vazante
Vazante este un oraș în Minas Gerais (MG), Brazilia.